# Ernobius lucidus
Ernobius lucidus is een keversoort uit de familie klopkevers (Anobiidae). De wetenschappelijke naam van de soort is voor het eerst geldig gepubliceerd in 1863 door Mulsant & Rey.